# Thierry van Hasselt
Thierry van Hasselt, auch Thierry Van Hasselt (* 1969 in Belgien) ist ein belgischer Comicstripzeichner und Verleger von Comics.

## Leben
Van Hasselt gründete nach dem Abschluss des Institut Saint-Luc in Brüssel zusammen mit einigen seiner Mitschüler 1994 den alternativen Comic-Verlag Fréon. Die Kollegen waren Vincent Fortemps, Denis Deprez, Jean-Christophe Long und Olivier Poppe. 
Der Verlag publizierte mehrere Dutzend Comics darunter im Jahre  2000 Gloria Lopez. 2001 fusionierte Fréon mit dem französischen Verlag Amok zu FRÉMOK.

## Werke
- 2003: Brutalisist das erste Werk das van Hasselt ausschließlich am Computer herstellte. Die französisch/belgische Tänzerin Karine Ponties war sein Modell.

| Personendaten    | Personendaten                              |
| ---------------- | ------------------------------------------ |
| NAME             | Van Hasselt, Thierry                       |
| ALTERNATIVNAMEN  | Hasselt, Thierry van                       |
| KURZBESCHREIBUNG | belgischer Comiczeichner und Comicverleger |
| GEBURTSDATUM     | 1969                                       |
| GEBURTSORT       | Belgien                                    |